# 109 (numero)
Centonove è il numero naturale che segue il 108 e precede il 110.

## Proprietà matematiche
- È un numero dispari.
- È un numero difettivo.
- È il 29º numero primo, dopo il 107 e prima del 113.
- È un numero nontotiente.
- È la somma di tre numeri primi consecutivi, 109 = 31 + 37 + 41.
- È parte delle terne pitagoriche (60, 91, 109), (109, 5940, 5941).
- È un numero palindromo nel sistema di numerazione posizionale a base 5 (414) e in quello a base 9 (131).
- È un numero felice.
- È un numero intero privo di quadrati.
- È un numero congruente.
- È un numero odioso.

## Astronomia
- 109P/Swift-Tuttle è una cometa periodica del sistema solare.
- 109 Felicitas è un asteroide della fascia principale del sistema solare.
- NGC 109 è una galassia spirale della costellazione di Andromeda.

## Astronautica
- Cosmos 109 è un satellite artificiale russo.

## Chimica
- È il numero atomico del Meitnerio (Mt).

## Editoria
- Centonove (settimanale), periodico siciliano edito a Messina

## Musica
- Op. 109 della Sonata per pianoforte n. 30 di Ludwig van Beethoven